# Mosód
Mosód (1886-ig Mostenic, szlovákul: Moštenica) község Szlovákiában, a Besztercebányai kerületben, a Besztercebányai járásban.

## Fekvése
Besztercebányától 17 km-re északkeletre fekszik.

## Története
Területén ősidők óta élnek emberek. A késői bronzkorból a lausitzi kultúra hamvasztásos temetőjét találták meg itt.
1340-ben „Mosnyce” néven említik először, neve a szlovák most (= híd) főnévből származik. 1495-ben rézolvasztó hutát alapítottak itt. 1503-tól a 18. század elejéig rézolvasztó hutái besztercebánya hutáihoz tartoztak, később vasolvasztó működött bennük. 1513-ban „Gaza Mosthenicze”, 1563-ban „Hütten Moschnitz” néven szerepel írott forrásokban. 1796 és 1870 között a Garammente nyersvasát dolgozták fel.
A 18. század végén Vályi András így ír róla: „MOSTENICZA. Tót falu Zólyom Várm. földes Ura a’ Liptsei Bányászi Kamara, lakosai katolikusok, határja hegyes.”
1828-ban 81 házában 628 lakos élt.
Fényes Elek 1851-ben kiadott geográfiai szótárában így ír a faluról: „Mostenicz, tót falu, Zólyom vmegyében, Lipcséhez északra 1 órányira: 625 kath., 3 evang. lak. Kath. paroch. templom. Vas bányák. Savanyuviz forrás. F. u. a kamara. Ut. p. Besztercze.”
A trianoni diktátumig területe Zólyom vármegye Besztercebányai járásához tartozott.

## Népessége
| Év:            | 1994. | 2004.    | 2014.    | 2024.    |
| -------------- | ----- | -------- | -------- | -------- |
| Emberek száma: | 160   | 189      | 215      | 241      |
| Eltérés:       |       | +18,12 % | +13,75 % | +12,09 % |

| Év:            | 2023. | 2024.   |
| -------------- | ----- | ------- |
| Emberek száma: | 232   | 241     |
| Eltérés:       |       | +3,87 % |

1910-ben 522, túlnyomórészt szlovák lakosa volt.
2001-ben 187 lakosából 176 szlovák volt.
2011-ben 220 lakosából 205 szlovák.

## Nevezetességei
- Szent Kereszt Felmagasztalása tiszteletére szentelt római katolikus temploma 1846-47-ben épült klasszicista stílusban.